# Loxosomella teissieri
Loxosomella teissieri är en bägardjursart som först beskrevs av Bobin och Prenant 1953.  Loxosomella teissieri ingår i släktet Loxosomella och familjen Loxosomatidae. Inga underarter finns listade i Catalogue of Life.